# سومیت (بازیکن هاکی روی چمن)
سومیت (انگلیسی: Sumit؛ زادهٔ ۲۰ دسامبر ۱۹۹۶) بازیکن هاکی روی چمن اهل هند است.